# Crassula socialis
Crassula socialis är en fetbladsväxtart som beskrevs av Schönl.. Crassula socialis ingår i släktet krassulor, och familjen fetbladsväxter. Inga underarter finns listade i Catalogue of Life.

## Bildgalleri

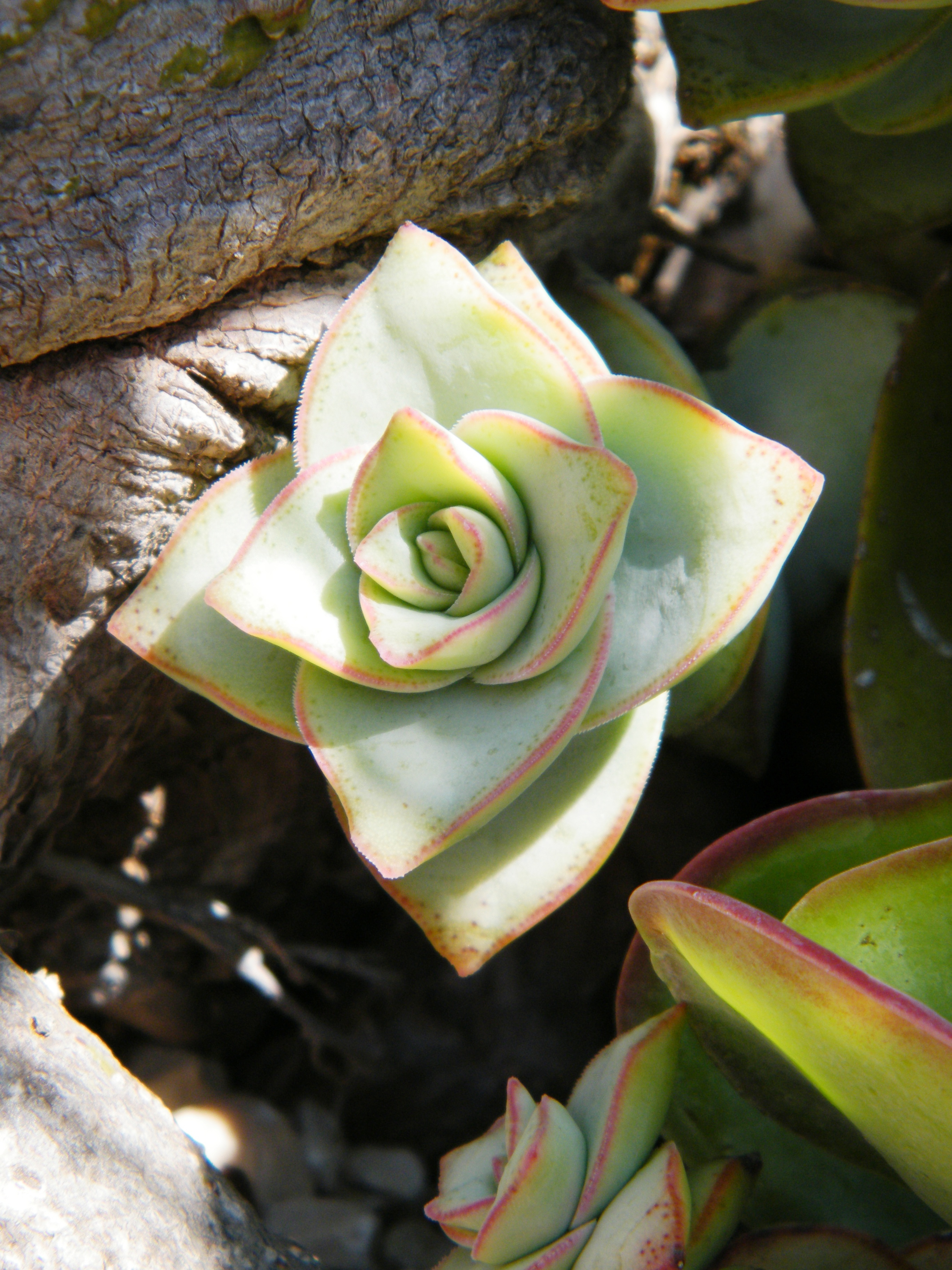
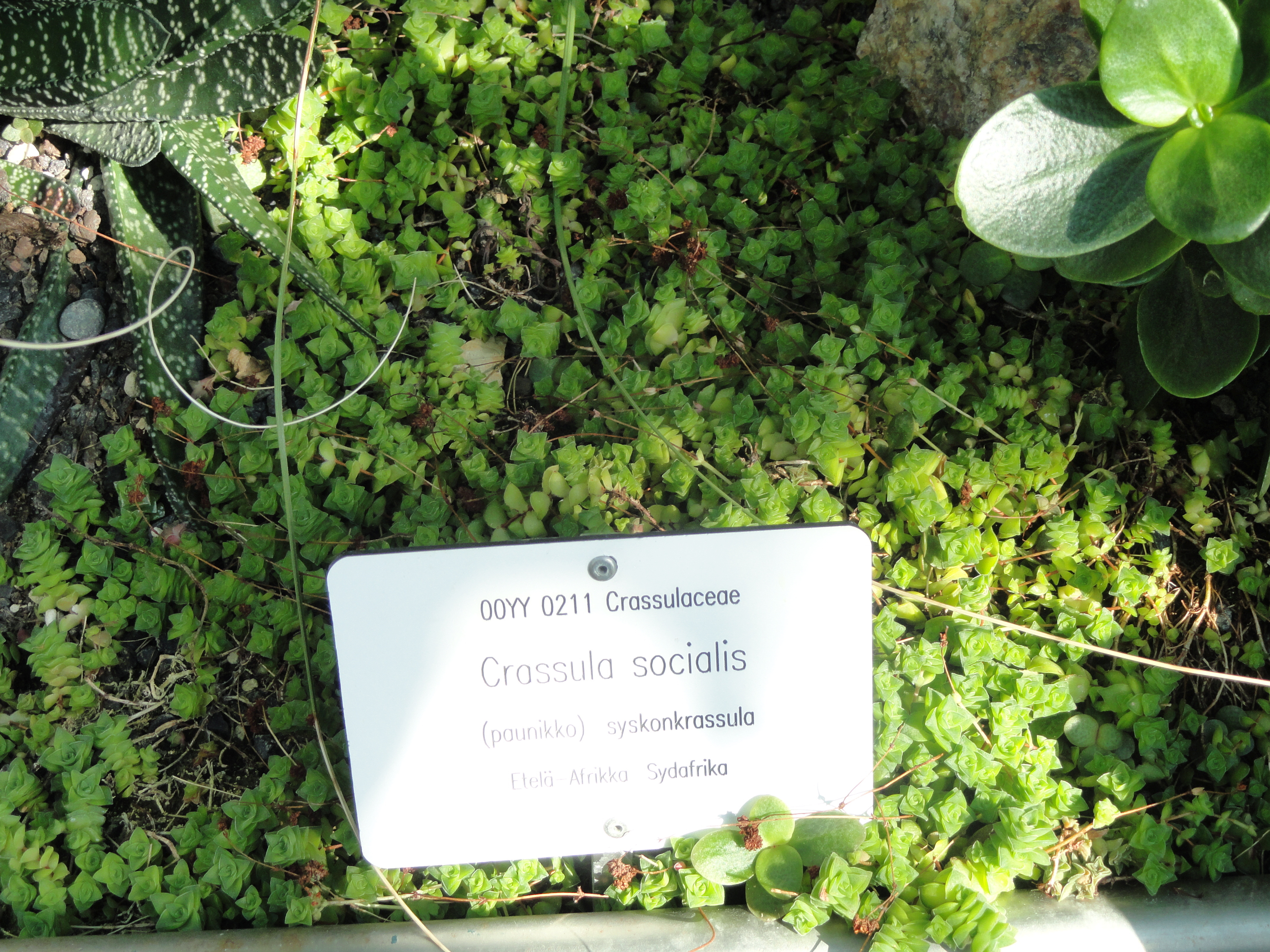
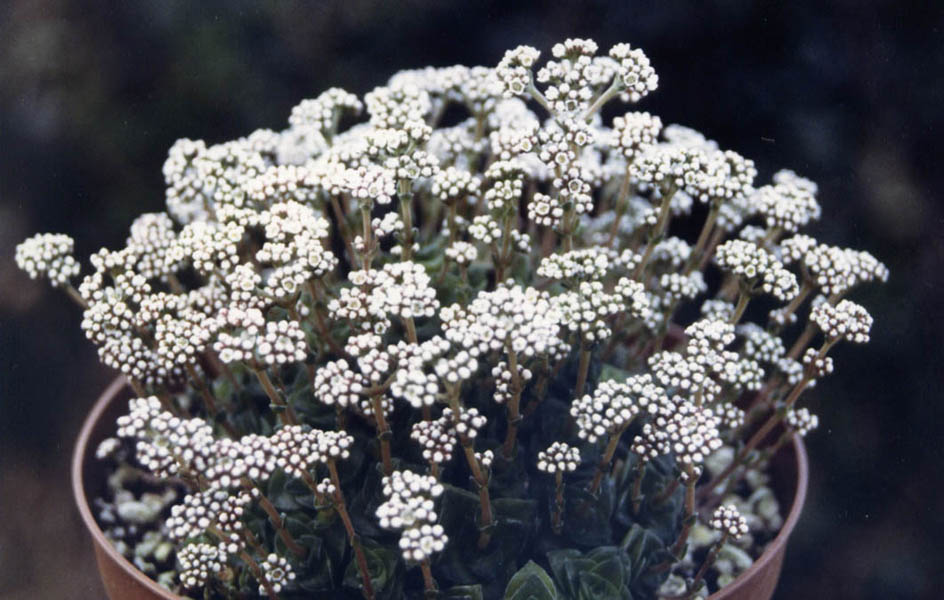
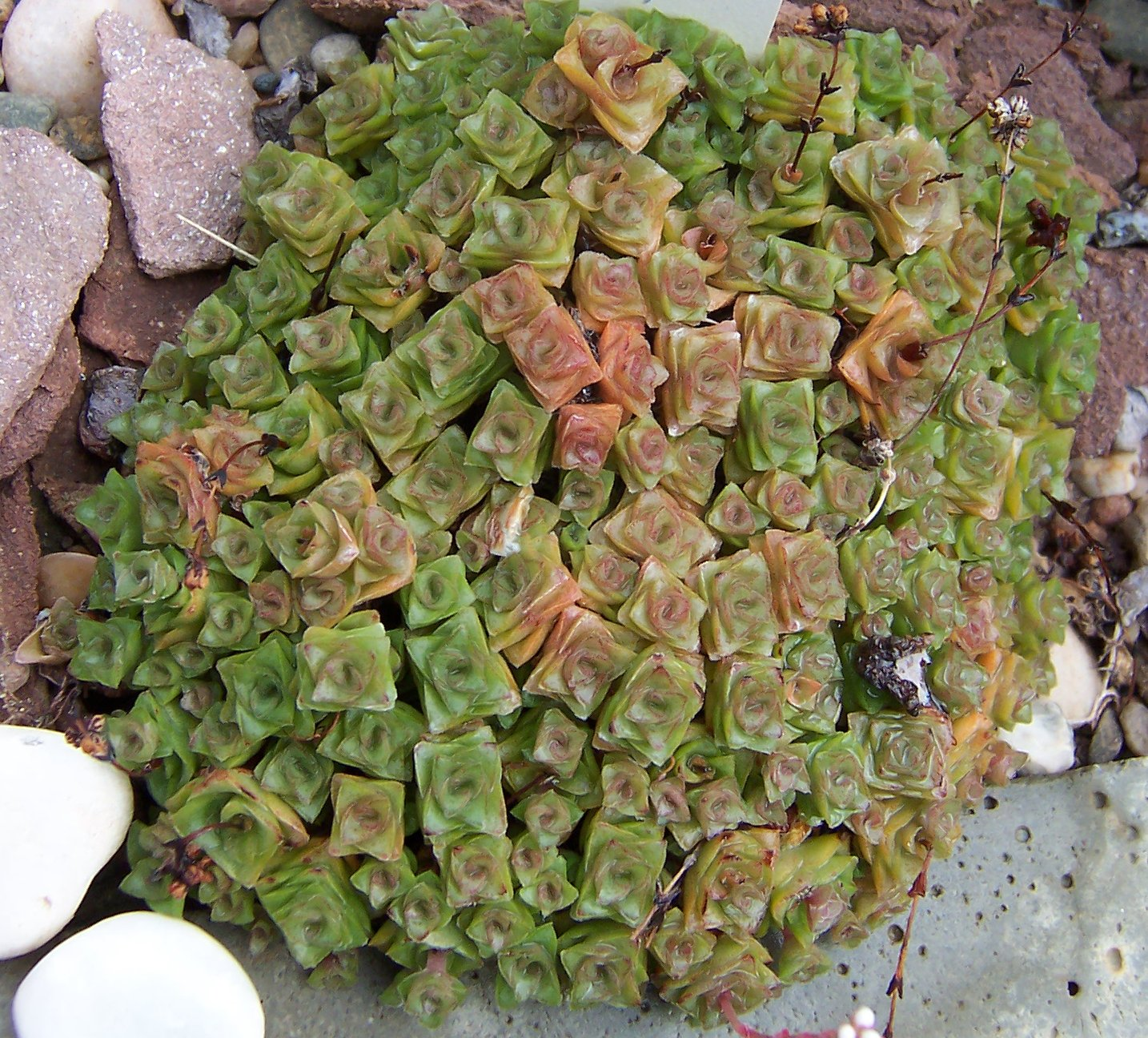